# A Classy Pair
A Classy Pair è il quarantottesimo album della cantante jazz Ella Fitzgerald, pubblicato dalla Pablo Records nel 1979.
Questo è stato il secondo album di Ella Fitzgerald e Count Basie registrato in studio dopo Ella and Basie! del 1963, e include due registrazioni dell'album precedente, Honeysuckle Rose e Ain't Misbehavin' . Sia Fitzgerald che Basie hanno registrato più con la casa discografica Pablo che con la Verve Records.
L'album vede la cantante accompagnata dall'orchestra di Count Basie su brani arrangiati da Benny Carter.

## Tracce
Lato A
1. Honeysuckle Rose (Andy Razaf, Fats Waller) - 5:58
2. My Kind of Trouble Is You (Benny Carter, Paul Vandervoort II) - 4:35
3. Teach Me Tonight (Sammy Cahn, Gene de Paul) - 3:15
4. Organ Grinder's Swing (Will Hudson, Irving Mills, Mitchell Parish) - 5:56

Lato B
1. Don't Worry 'Bout Me (Rube Bloom, Ted Koehler) - 3:30
2. I'm Getting Sentimental Over You (George Bassman, Ned Washington) - 2:52
3. Ain't Misbehavin' (Harry Brooks, Razaf, Waller) - 4:00
4. Just A-Sittin' and A-Rockin' (Duke Ellington, Lee Gaines, Billy Strayhorn) - 4:42
5. Sweet Lorraine (Cliff Burwell, Parish) - 4:23